# Myzocallis melanocera
Myzocallis melanocera är en insektsart som beskrevs av Boudreaux och Tissot 1962. Myzocallis melanocera ingår i släktet Myzocallis och familjen långrörsbladlöss. Inga underarter finns listade i Catalogue of Life.